# 岩泉街道
岩泉街道是中华人民共和国浙江省丽水市莲都区下辖的一个街道办事处。
2012年11月20日，浙江省人民政府批复同意撤销双黄乡建制，其行政区域改由莲都区政府直辖，并入岩泉街道，办事处驻丽阳街1089号。

## 行政区划
岩泉街道下辖以下村级行政区划单位：
朝阳社区、天宁社区、丽阳社区、正阳社区、北苑路社区、天宁寺村、后甫村、九里村、岩泉村、青林村、长岗背村、关下村、社后村、凉塘村、秋塘村、冷水村、枫树湾村、余岭村、银场村、大岭村、吴山村、陈寮村、黄畈村、沈村、里佳源村、雨伞岗村、高山村、琯头村、贾坑村和下后弄村。